# Hajašiho stopa

Trajektorie vývoje hvězd před hlavní posloupností (modré čáry). Téměř svislé křivky jsou Hajašiho stopy.
Málo hmotné hvězdy sledují Hajašiho stopu až k hlavní posloupnosti. Pro hmotnější hvězdy se Hajašiho stopa stáčí doleva na Henyeyovu stopu. Ještě hmotnější hvězdy se rodí přímo na Henyeyově stopě.
U bodů na hlavní posloupnosti, ve kterých jednotlivé trajektorie končí je uvedena odpovídající hmotnost hvězdy v násobku hmotnosti Slunce.
Červené křivky s údajem v letech (yr) jsou hvězdné izochrony pro uvedené roky. Jinými slovy, hvězdy staré let leží na křivce označené yr.

Hajašiho stopa (H. vývojová stopa, H. dráha, H. linie) je trajektorie v Hertzsprungově–Russellově diagramu, kterou sleduje mladá hvězda o hmotnosti menší než 3 M☉ ve fázi vývoje před hlavní posloupností (fáze PMS). Pojmenována byla podle japonského astrofyzika Čúširó Hajašiho, který objasnil rané fáze vývoje hvězd. V Hertzsprungově–Russellově diagramu, který vykresluje svítivost vůči teplotě, je Hajašiho stopa téměř vertikální křivka.  
Poté, co protohvězda skončí svou fázi rychlé kontrakce a stane se hvězdou T Tauri, je extrémně svítivá. Hvězda se dále smršťuje, ale mnohem pomaleji. Zatímco se hvězda pomalu smršťuje, sleduje Hajašiho stopu směrem dolů k hlavní posloupnosti. Její svítivost klesá, ale povrchová teplota zůstává téměř stejná, dokud se nevyvine buď radiační zóna, přičemž hvězda přejde na Henyeyho stopu, nebo hvězda dosáhne hlavní posloupnosti.
Hajašiho limit odděluje oblast vznikajících nestabilních protohvězd (na diagramu vpravo od Hajašiho limitu) od oblasti relativně stabilních hvězd v mechanické rovnováze (vlevo od Hajašiho limitu). Hajašiho stopa hvězdy vždy leží vlevo od Hajašiho limitu (směrem k hlavní posloupnosti).